# Trzin
Trzin (Duits: Tersain) is een gemeente in Slovenië nabij Ljubljana. Tot 1998 maakte het deel uit van de gemeente Domžale. Het telde tijdens de volkstelling in 2002 3385 inwoners. Het is van de zich snel ontwikkelende plaatsen in de agglomeratie van Ljubljana. Van de van oudsher overheersende timmerlieden en slagers is niet veel meer over.
Door Trzin liep de weg van Celeia naar Emona. De eerste vermelding van Trzin dateert uit 1273. Ten tijde van de Turkse invallen kregen Trzin en het nabijgelegen Mengeš het zwaar te verduren in 1528. In de Eerste Wereldoorlog bevond zich hier een militair vliegveld van de Oostenrijkse luchtmacht.
Borovnica · Brezovica · Dobrepolje · Dobrova-Polhov Gradec · Dol pri Ljubljani · Domžale · Grosuplje · Horjul · Ig · Ivančna Gorica · Kamnik · Komenda · Litija · Ljubljana · Log-Dragomer · Logatec · Lukovica · Medvode · Mengeš · Moravče · Škofljica · Šmartno pri Litiji · Trzin · Velike Lašče · Vodice · Vrhnika